# Autódromo Chiapas
Das Súper Óvalo Chiapas, vormals auch als Autódromo Chiapas bezeichnet, ist eine permanente Motorsport-Rennstrecke im Bundesstaat Chiapas in Mexiko. Die Anlage in Form eines Tri-Ovals liegt bei Berriozábal in der Nähe von Tuxtla Gutiérrez und ist die am südlichsten gelegene Rennstrecke des Landes.

## Geschichte
Am 12. Oktober 2008 wurde die Strecke mit einem Rennen der NASCAR Corona Series eingeweiht.

## Streckenbeschreibung
Das Tri-Oval hat eine Länge von 1,21 km (0,75 mi) und eine Neigung von 12° in den Kurven. Die Roval-Konfiguration mit dem Streckenteil im Infield kommt auf eine Länge von 2,01 km (1,25 mi). Die Zuschauerkapazität beträgt 17.000 Plätze.

## Veranstaltungen
- NASCAR Mexico Series (2008–2011, 2013–2015, 2017–2019, 2021–heute)